# Estefanía Muñiz Villa

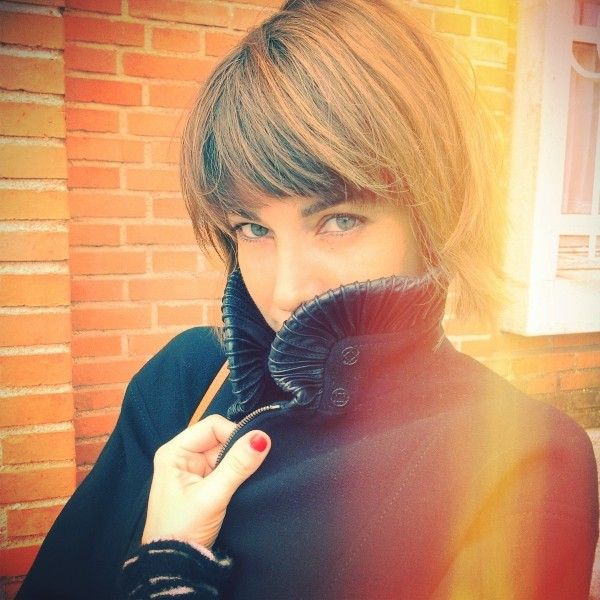
Estefanía Muñiz Villa (2014).

Estefanía Muñiz Villa (León, 8 de enero de 1980) es guionista, directora, periodista y licenciada en derecho. Es autora de dos libros de poesía, un libro de narraciones, numerosos cortos y guiones.

## Trayectoria
Estefanía Muñiz es licenciada en Derecho. Es especialista en Derecho Penal y Derechos Humanos.
Realizó estudios de interpretación en la Escuela de Actores de Daniel Cicaré y diversos cursos en el Estudio Internacional de Juan Carlos Corazza  y en la Escuela de Guion de Madrid.
Su primer trabajo como cineasta fue el cortometraje Construir (2003) que produjo, escribió y codirigió con Ana Prieto Gracia. Protagonizado por Carmelo Gómez, Construir ganó el primer premio en el Festival de Cine de Mujeres de Turín y fue exhibido por largo tiempo en las televisiones sueca y noruega. 
A continuación dirigió en solitario otros dos cortometrajes. El primero fue la comedia No me quieras tanto (2003) que ganó el premio a Mejor Vídeo Creación en el Festival de Cine de Alcalá de Henares, el Segundo Premio en el Festival de Cortometrajes de Jerez, el de Mejor Cortometraje de Igualdad de Género en el Festival de Cine de Villareal y con el Premio del Jurado en el Festival La Fila de Valladolid, entre otros.
Su reconocimiento fuera de Europa llegó con el tercer cortometraje Ecos (2006), protagonizado por Mercè Llorens y por el violinista de origen armenio Ara Malikian, quien además compuso la música de este trabajo. Ecos obtuvo el Primer Premio en el New York International Independent Film and Video Festival, el de Mejor Cortometraje en el Lago Film Fest de Treviso, Italia. y el Premio a la Mejor Música en el Festival de Cine de Sant Sadurní.
Después de acumular experiencia como cortometrajista, Estefanía Muñiz escribió el guion de su primer largometraje, Vértice, becado por la Comunidad de Madrid que premió y publicó el proyecto en el año 2008. 
En 2014 firmó un contrato con varias productoras norteamericanas entre las que se encuentra la independiente Light Age Films para la escritura del guion de un largometraje que verá la luz en 2015.
Escribió crítica de cine en la versión digital de la revista Guía del Ocio.
Ha publicado dos libros de poemas. Su primera obra, Corazón ombligo (Sistemas Editoriales, 2004) fue ilustrada por el pintor y escultor leonés José Ramón Villa. Su segundo trabajo fue el poemario Versos bipolares y otras criaturas luminiscentes (Ediciones Atlantis, 2009) libro prologado por el cantautor Joaquín Sabina.
También participó en dos antologías de Ediciones Atlantis: Tic-tac (2006) y Golpe a la corrupción (2013).
Guionista de El Inquilino (2016) dirigido por Ana Prieto Gracia y protagonizado por Juanjo Artero y Pepe Martin, presentó este mismo año sus últimos poemas en el VI Encuentro Internacional de Poesía en Madrid, dentro del programa oficial de la Noche de los Libros.
Dentro de su trayectoria ha participado como actriz en diversos proyectos, el último a las órdenes del director Fernando Merinero en la película Las 1001 Novias (2016)
En el año 2020 la Editorial Quaestio publicó el libro de la autora "Manchas de Café, una compilación de narraciones, en su mayoría dentro de la línea del thriller.
Actualmente ejerce como Script  Doctor y colabora con diversos medios de comunicación Escribe regularmente en el periódico La Nueva Crónica de León https://www.lanuevacronica.com/estefania-muniz-villa_90_115.html